# Il tuo maglione mio
Il tuo maglione mio è un singolo del gruppo musicale italiano Thegiornalisti, pubblicato il 21 giugno 2016 come secondo estratto dal quarto album in studio Completamente Sold Out.

## Tracce
1. Il tuo maglione mio – 3:43

## Formazione
Gruppo
- Tommaso Paradiso – voce, tastiera, sintetizzatore
- Marco Antonio "Rissa" Musella – chitarra, sintetizzatore
- Marco Primavera – batteria, percussioni, cori

Altri musicisti
- Matteo Cantaluppi – basso, chitarra